# Nattens Madrigal – Aatte Hymne til Ulven i Manden
Nattens Madrigal — Aatte Hymne Til Ulven I Manden (рус. Ночной мадригал: восемь гимнов волку в человеке) — третий студийный альбом норвежской группы Ulver, вышедший в 1996 году, диск — завершающая часть так называемой фолк-блэк-трилогии.

## Об альбоме
Nattens Madrigal — Aatte Hymne Til Ulven I Manden концептуальный альбом, все восемь песен этого альбома объединены единой тематикой — ликантропией и тёмной стороной человеческой души. В 2006 году журнал Metal Hammer включил Nattens Madrigal в десятку лучших альбомов в истории блэк-метала.
По словам Гарма, альбом был записан ещё до Kveldssanger, но лейбл Century Media долго не соглашался выпустить диск. По слухам, для того, чтобы глубже прочувствовать дух альбома, группа записала его в лесу. Тем не менее сами музыканты это опровергали.

## Стиль
Nattens Madrigal — это крайне «сырой», «грязный», но при этом очень мелодичный блэк-метал с редкими акустическими вкраплениями. Тем не менее в альбоме отчётливо различимы игра соло- и ритм-гитары и баса, а также отдельные запоминающиеся риффы.

## Список композиций
Названия песен присутствовали только на промо-версии альбома, на окончательном варианте треки были только пронумерованы.
| №                   | Название                           | Длительность |
| ------------------- | ---------------------------------- | ------------ |
| 1.                  | «Hymn I: Of Wolf and Fear»         | 6:16         |
| 2.                  | «Hymn II: Of Wolf and the Devil»   | 6:21         |
| 3.                  | «Hymn III: Of Wolf and Hatred»     | 4:47         |
| 4.                  | «Hymn IV: Of Wolf and Man»         | 5:21         |
| 5.                  | «Hymn V: Of Wolf and the Moon»     | 5:14         |
| 6.                  | «Hymn VI: Of Wolf and Passion»     | 5:48         |
| 7.                  | «Hymn VII: Of Wolf and Destiny»    | 5:32         |
| 8.                  | «Hymn VIII: Of Wolf and the Night» | 4:38         |
| Общая длительность: | Общая длительность:                | 43:58        |

## Участники записи
- Хью Мингей (Skoll) — бас
- Кристофер Рюгг (Garm) — вокал
- Эрик Ланселот (AiwarikiaR) — ударные
- Торбьорн Педерсен (Aismal) — гитара
- Халвард Йоргенсен (Haavard) — гитара